# Campeonato Uruguaio de Futebol de 1939
O Campeonato Uruguaio de Futebol de 1939 foi a 8ª edição da era profissional do Campeonato Uruguaio. O torneio consistiu em uma competição com dois turnos, no sistema de todos contra todos. Como Nacional e Peñarol empataram em número de pontos, foi jogada uma partida final para decidir quem venceria o campeonato. O campeão foi o Nacional, que venceu o Peñarol por 3 a 2 na final.

## Classificação[2]
| Pos | Equipe         | Pts | J  | V  | E | D  | GP | GC | SG  |
| --- | -------------- | --- | -- | -- | - | -- | -- | -- | --- |
| 1º  | Nacional       | 28  | 20 | 13 | 2 | 5  | 60 | 17 | 43  |
| 2º  | Peñarol        | 28  | 20 | 13 | 2 | 5  | 56 | 25 | 31  |
| 3º  | Wanderers      | 22  | 20 | 7  | 8 | 5  | 33 | 28 | 5   |
| 4º  | Liverpool      | 19  | 20 | 8  | 3 | 9  | 29 | 31 | -2  |
| 5º  | River Plate    | 19  | 20 | 6  | 7 | 7  | 25 | 30 | -5  |
| 6º  | Defensor       | 19  | 20 | 6  | 7 | 7  | 29 | 44 | -15 |
| 7º  | Racing         | 19  | 20 | 6  | 7 | 7  | 28 | 45 | -17 |
| 8º  | Central        | 18  | 20 | 6  | 6 | 8  | 23 | 42 | -19 |
| 9º  | Rampla Juniors | 17  | 20 | 6  | 5 | 9  | 36 | 42 | -6  |
| 10º | Sud América    | 16  | 20 | 5  | 6 | 9  | 36 | 37 | -1  |
| 11º | Bella Vista    | 15  | 20 | 5  | 5 | 10 | 27 | 41 | -14 |

|  | Classificados à final.                    |
|  | Disputa os playoffs de acesso e descenso. |

## Final
| {{{data}}} | Nacional                                                   | 3 – 2                      | Peñarol                   | Estádio Centenário, Montevidéu         |
|            | Francisco Arispe 39' · Luis Volpi 98' · Atilio García 103' | data = 28 de abril de 1940 | Adelaido Camaití 85' 110' | Público: 43 000 Árbitro: Aníbal Tejada |

## Playoffspelo acesso e descenso
O Bella Vista, último colocado do campeonato, disputou os playoffs contra o Progreso, campeão da Divisão Intermediária, para decidir quem jogaria o Campeonato Uruguaio de 1940. O Bella Vista continuou na Primeira Divisão e o Progreso na Divisão Intermediária.
| {{{data}}} | Progreso | 2 – 1  | Bella Vista | Montevidéu |
|            |          | data = |             |            |

| {{{data}}} | Bella Vista | 2 – 0  | Progreso | Montevidéu |
|            |             | data = |          |            |

| {{{data}}} | Bella Vista | 3 – 0  | Progreso | Montevidéu |
|            |             | data = |          |            |

| Campeonato Uruguaio de 1939   |
| ----------------------------- |
| Nacional Campeão (14º título) |